# Tectaria palmata
Tectaria palmata är en ormbunkeart som först beskrevs av Georg Heinrich Mettenius, och fick sitt nu gällande namn av Edwin Bingham Copeland. Tectaria palmata ingår i släktet Tectaria och familjen Tectariaceae.

## Underarter
Arten delas in i följande underarter:
- T. p. dimorpha
- T. p. platanifolia
- T. p. sumatrana